# Sulfadiazina
A sulfadiazina (nome comercial: Labdiazina) é um quimioterápico do tipo sulfamida, utilizado no tratamento da meningite, disenteria e infecções urinárias.

## Uso
A sulfadiazina é usada contra diversas bactérias patogênicas, atuando na inibição da enzima que produz ácido fólico, necessário para a síntese de precursores de DNA e RNA, no interior da célula bacteriana. É comummente utilizada no tratamento de infecções urinárias.
Em conjunto com a pirimetamina, pode ser utilizada no tratamento da toxoplasmose em pacientes imunossuprimidos.

## Efeito colateral
Os efeitos colaterais comumente relatados incluem náusea, estomatite, perda de apetite, vertigem e diarreia. Por conta da redução de ácido fólico, a sulfadiazina também pode ocasionar alterações hematológicas, tais como agranulocitose, anemia aplástica, trombocitopenia e leucopenia. Mais raramente, pode causar dor de garganta, dores musculares, hepatite, fotossensibilidade, bolhas ou descamação da pele e síndrome de Stevens-Johnson.